# ジャッジメント・デイ
ジャッジメント・デイ（Judgment Day）は、アメリカ合衆国のプロレス団体WWEが主催するプロレス興行の名称。また、同興行を扱うPPVの名称でもある。開催は1年に1回。

## 試合結果

### 第1回大会（1998年）Judgment Day: In Your House
- 開催日 : 10月18日
- 開催場所 : イリノイ州ローズモントのローズモント・ホライズン
- 観客動員数 : 18,153人

- サンデー・ナイト・ヒート・マッチ -Sunday Night HEAT Match-

○スティーブ・ブラックマン vs ブラッドショー●
- サンデー・ナイト・ヒート・マッチ -Sunday Night HEAT Match-

○オディティーズ（ジャイアント・シルバ&ゴルガ&クルガン） vs ロス・ボリクァス（ホセ・エストラーダ&ミグエル・ペレス&ヘスス・カスティーヨ）●
- サンデー・ナイト・ヒート・マッチ -Sunday Night HEAT Match-

○ザ・ゴッドファーザー vs ファルーク●
- サンデー・ナイト・ヒート・マッチ -Sunday Night HEAT Match-

○スコーピオ vs ジェフ・ジャレット●
- ○アル・スノー（w / ヘッド） vs マーク・メロ（w / ジャクリーン）●

- L.O.D.2000（ホーク&アニマル&ドロズ） vs ディサイプルズ・オブ・アポカリプス（8ボール&スカル&ポール・エラリング）●

- WWFライトヘビー級王座戦 -WWF Light Heavyweight Championship-

●TAKAみちのく(c)（w / ヤマグチ・サン） vs クリスチャン（w / ギャングレル）○
- ○ゴールダスト vs バル・ビーナス（w / テリー・ラネルズ）●

- WWFヨーロピアン王座戦 -WWF European Championship-

●ディーロ・ブラウン(c) vs Xパック（w / チャイナ）○
- WWFタッグ王座戦 -WWF Tag Team Championship-

●ニュー・エイジ・アウトローズ（ロード・ドッグ&ビリー・ガン）(c) vs ヘッドバンガーズ（モッシュ&スラッシャー）○
王者組の反則負けのため王座移動はなし
- WWFインターコンチネンタル王座戦 -WWF Intercontinental Championship-

○ケン・シャムロック(c) vs マンカインド●
- ○マーク・ヘンリー vs ザ・ロック●

- WWF王座戦 -vacant WWF Championship- 特別レフェリー "ストーンコールド" スティーブ・オースチン

△ジ・アンダーテイカー vs ケイン△

### 第2回大会（2000年）WWF Judgment Day 2000
- 開催日 : 5月21日
- 開催場所 : ケンタッキー州ルイビルのフリーダム・ホール
- 観客動員数 : 16,827人

- ○トゥー・クール（スコッティ・2・ホッティ&グランマスター・セクセイ）&リキシ vs チームECK（カート・アングル&エッジ&クリスチャン）●

- トリプルスレット形式WWFヨーロピアン王座戦 -Triple Threat Match for the WWF European Championship-

○エディ・ゲレロ(c)（w / チャイナ） vs ペリー・サターン vs ディーン・マレンコ●
- フォールズ・カウント・エニウェア・マッチ -Falls Count Anywhere Match-

○シェイン・マクマホン vs ビッグ・ショー●
- サブミッション・マッチ形式WWFインターコンチネンタル王座戦 -Submission Match for the WWF Intercontinental Championship-

○クリス・ベノワ(c) vs クリス・ジェリコ●
- ダブル・テーブルマッチ -Double Tables Match-

○D-ジェネレーションX（ロード・ドッグ&Xパック） vs ダッドリー・ボーイズ（ババ・レイ&ディーボン）●
- アイアンマン・マッチ形式WWF王座戦 -Iron Man Match for the WWF Championship- 特別レフェリー ショーン・マイケルズ

●ザ・ロック(c) vs トリプルH○

### 第3回大会（2001年）WWF Judgment Day 2001
- 開催日 : 5月20日
- 開催場所 : カリフォルニア州サクラメントのアルコ・アリーナ
- 観客動員数 : 13,623人

- サンデー・ナイト・ヒート・マッチ -Sunday Night HEAT Match-

○レイヴェン vs バル・ビーナス●
- サンデー・ナイト・ヒート・マッチ -Sunday Night HEAT Match-

○ハードコア・ホーリー&クラッシュ・ホーリー vs カイエンタイ（TAKAみちのく&フナキ）●
- ○ウィリアム・リーガル vs リキシ●

- 2アウト・オブ・3フォールズ・マッチ -Two out of three falls Match-

レギュラー・マッチ -Regular Match-
●カート・アングル vs クリス・ベノワ○
サブミッション・マッチ -Submission Match-
○カート・アングル vs クリス・ベノワ●
ラダー・マッチ -Ladder Match-
○カート・アングル vs クリス・ベノワ●
- トリプルスレットハードコアマッチ形式WWFハードコア王座戦 -Triple Threat Hardcore Match for the WWF Hardcore Championship-

○ライノ(c) vs テスト vs ビッグ・ショー●
- WWF女子王座戦 -WWF Women's Championship-

○チャイナ(c) vs リタ●
- チェーン・マッチ形式WWFインターコンチネンタル王座戦 -Chain Match for the WWF Intercontinental Championship-

●トリプルH(c)（w / ステファニー・マクマホン＝ヘルムスリー） vs ケイン○
- タッグチーム・ターモイル・マッチ形式WWFタッグ王座第一挑戦者決定戦 -Number One Contenders Tag Team Turmoil Match for the WWF Tag Team Championship-

○クリス・ジェリコ&クリス・ベノワ vs A.P.A（ブラッドショー&ファルーク） vs ディーン・マレンコ&ペリー・サターン vs ダッドリー・ボーイズ（ババ・レイ&ディーボン） vs Xファクター（Xパック&ジャスティン・クレディブル） vs ハーディー・ボーイズ（マット・ハーディー&ジェフ・ハーディー） vs エッジ&クリスチャン●
- ノー・ホールズ・バード形式WWF王座戦 -No Holds Barred Match for the WWF Championship-

○"ストーンコールド" スティーブ・オースチン(c) vs ジ・アンダーテイカー●

### 第4回大会（2002年）WWE Judgment Day 2002
- 開催日 : 5月19日
- 開催場所 : テネシー州ナッシュビルのゲイロード・エンターテイメント・センター
- 観客動員数 : 14,521人
- 公式大会曲 :12 Stones - Broken

- サンデー・ナイト・ヒート・マッチ/WWEヨーロピアン王座戦 -Sunday Night HEAT Match/WWE European Championship-

○ウィリアム・リーガル(c) vs ディーロ・ブラウン●
- WWEインターコンチネンタル王座戦 -WWE Intercontinental Championship-

○エディ・ゲレロ(c) vs ロブ・ヴァン・ダム●
- WWE女子王座戦 -WWE Women's Championship-

○トリッシュ・ストラタス(c) vs ステイシー・キーブラー●
- ○ブロック・レスナー＆ポール・ヘイマン vs ハーディー・ボーイズ（マット・ハーディー＆ジェフ・ハーディー）●

- ハンディキャップ・マッチ -Handicap Match-

○"ストーンコールド" スティーブ・オースチン vs ビッグ・ショー＆リック・フレアー●
- - ヘアー vs ヘアー・マッチ -Hair vs. Hair Match-

○エッジ vs カート・アングル●
- ヘル・イン・ア・セル -Hell in a Cell-

○トリプルH vs クリス・ジェリコ●
- WWEタッグ王座戦 -WWE Tag Team Championship-

●ビリー&チャック(c) vs リキシ＆リコ○
- WWE統一王座戦 -WWE Undisputed Championship-

●ハルク・ホーガン(c) vs ジ・アンダーテイカー○

### 第5回大会（2003年）WWE Judgment Day 2003
- 開催日 : 5月18日
- 開催場所 : ノースカロライナ州シャーロットのシャーロット・コロシアム
- 観客動員数 : 13,000人

- サンデー・ナイト・ヒート・マッチ -Sunday Night HEAT Match-

○ザ・ハリケーン vs スティーブン・リチャーズ●
- ○ジョン・シナ＆F.B.I.（チャック・パルンボ＆ジョニー・スタンボリ） vs クリス・ベノワ,ライノ＆スパンキー●

- ○ラ・レジスタンス（シルヴァン・グラニエ＆レネ・デュプリー） vs スコット・スタイナー＆テスト（w/ ステイシー・キーブラー）●

- ラダー・マッチ形式WWEタッグ王座戦 -Ladder Match for the WWE Tag Team Championship-

●チーム・アングル（シェルトン・ベンジャミン＆チャーリー・ハース）(c) vs エディ・ゲレロ＆タジリ○
- バトルロイヤル形式WWEインターコンチネンタル王座戦 -Battle Royal for the vacant WWE Intercontinental Championship-

○クリスチャン vs ブッカー・T vs バル・ビーナス vs クリス・ジェリコ vs. ケイン vs ゴールダスト vs ランス・ストーム vs ロブ・ヴァン・ダム vs テスト
- ビキニ・コンテスト -Bikini Contest-

○トリー・ウィルソン vs セーブル●
- ○ミスター・アメリカ（w / ザック・ゴーウェン） vs "ラウディ" ロディ・パイパー（w / ショーン・オヘア）●

- 世界ヘビー級王座戦 -World Heavyweight Championship-

●トリプルH(c) vs ケビン・ナッシュ○
トリプルHの反則負けのため王座移動は無し
- フェイタル4ウェイ形式WWE女子王座戦 -Fatal Four-Way Match for the WWE Women's Championship-

○ジャズ(c) vs ビクトリア vs トリッシュ・ストラタス vs ジャクリーン●
- ストレッチャー・マッチ形式WWE王座戦 -Stretcher Match for the WWE Championship-（SmackDown!）

○ブロック・レスナー(c) vs ビッグ・ショー●

### 第6回大会（2004年）WWE SmackDown!'s Judgment Day 2004
- 開催日 : 5月16日
- 開催場所 : カリフォルニア州ロサンゼルスのステイプルズ・センター
- 観客動員数 : 18,722人

- サンデー・ナイト・ヒート・マッチ -Sunday Night HEAT Match-

○マーク・ジンドラック（w / セオドア・ロング） vs フナキ●
- ○ロブ・ヴァン・ダム＆レイ・ミステリオ vs ダッドリー・ボーイズ（ババ・レイ・ダッドリー＆ディーボン・ダッドリー）●

- ○トリー・ウィルソン vs ドーン・マリー●

- ○モルデカイ vs スコッティ・2・ホッティ●

- WWEタッグ王座戦 -WWE Tag Team Championship-

○チャーリー・ハース＆リコ(c)（w / ミス・ジャッキー） vs ハードコア・ホーリー＆ビリー・ガン●
- WWEクルーザー級王座戦 -WWE Cruiserweight Championship-

●ジャクリーン(c) vs チャボ・ゲレロ（w / チャボ・クラシック）○
- WWE・US王座戦 -WWE United States Championship-

○ジョン・シナ(c) vs レネ・デュプリー●
- ○ジ・アンダーテイカー（w / ポール・ベアラー） vs ブッカー・T●

- WWE王座戦 -WWE Championship-

●エディ・ゲレロ(c) vs ジョン "ブラッドショー" レイフィールド○
エディ・ゲレロの反則負けのため王座移動は無し

### 第7回大会（2005年）WWE SmackDown!'s Judgment Day 2005
- 開催日 : 5月22日
- 開催場所 : ミネソタ州ミネアポリスのターゲット・センター
- 観客動員数 : 9,500人

- サンデー・ナイト・ヒート・マッチ -Sunday Night HEAT Match-

○ナンジオ vs アキオ●
- WWEタッグ王座戦 -WWE Tag Team Championship-

○MNM（ジョニー・ナイトロ＆ジョイ・マーキュリー）(c)（w / メリーナ） vs ハードコア・ホーリー＆チャーリー・ハース●
- ○カリート・カリビアン・クール（w / マット・モーガン） vs ビッグ・ショー●

- WWEクルーザー級王座戦 -WWE Cruiserweight Championship-

○ポール・ロンドン(c) vs チャボ・ゲレロ●
- ○ブッカー・T vs カート・アングル●

- WWE・US王座戦 -WWE United States Championship-

○オーランド・ジョーダン(c) vs ハイデンライク●
- ○レイ・ミステリオ vs エディ・ゲレロ●

エディ・ゲレロの反則負け
- "アイ・クイット" マッチ形式WWE王座戦 -"I Quit" Match for the WWE Championship-

○ジョン・シナ(c) vs ジョン "ブラッドショー" レイフィールド●

### 第8回大会（2006年）WWE SmackDown!'s Judgment Day 2006
- 開催日 : 5月21日
- 開催場所 : アリゾナ州フェニックスのUSエアウェイズ・センター
- 観客動員数 : 14,000人
- 公式大会曲 :Killswitch Engage - This Fire Burns

- ダーク・マッチ -Dark Match-

○マット・ハーディー vs サイモン・ディーン●
- WWEタッグ王座戦 -WWE Tag Team Championship-

●MNM（ジョニー・ナイトロ＆ジョイ・マーキュリー）(c)（w / メリーナ） vs ポール・ロンドン＆ブライアン・ケンドリック○
- ○クリス・ベノワ vs フィンレー●

- ○ジリアン vs メリーナ●

- WWEクルーザー級王座戦 -WWE Cruiserweight Championship-

○グレゴリー・ヘルムズ(c) vs スーパー・クレイジー●
- ○マーク・ヘンリー vs カート・アングル●

- キング・オブ・ザ・リング決勝戦 -King of the Ring Final-

○ブッカー・T（w / シャメール） vs ボビー・ラシュリー●
- ○ザ・グレート・カリ（w / デバリ） vs ジ・アンダーテイカー●

- 世界ヘビー級王座戦 -World Heavyweight Championship-

○レイ・ミステリオ(c) vs ジョン "ブラッドショー" レイフィールド（US王者）●

### 第9回大会（2007年）WWE Judgment Day 2007
- 開催日 : 5月20日
- 開催場所 : ミズーリ州セントルイスのスコットトレード・センター
- 観客動員数 : 10,500人
- 公式大会曲 : Ozzy Osbourne - I Don't Wanna Stop

- ダーク・マッチ -Dark Match-（SmackDown!）

○ケイン vs ウィリアム・リーガル（w / デイブ・テイラー）●
- ○リック・フレアー vs カリート●（RAW）

- 3対1ハンディキャップ形式ECW世界王座戦 -3 on 1 Handicap Match for the ECW World Heavyweight Championship-（ECW&RAW）

●ミスター・マクマホン(c)＆シェイン・マクマホン＆ウマガ vs ボビー・ラシュリー○
パワーボムでシェインをフォールし勝利。しかしビンスは自分を倒さなければ王座移動は無しと宣言。よってECW世界王座はミスター・マクマホンが防衛。
- ○CMパンク vs イライジャ・バーク●（ECW）

- ○ランディ・オートン vs ショーン・マイケルズ●（RAW）

レフェリーストップによりランディ・オートンの勝利
- 世界タッグ王座戦 -World Tag Team Championship-（RAW）

○ハーディー・ボーイズ（マット・ハーディー＆ジェフ・ハーディー）(c) vs ランス・ケイド＆トレバー・マードック●
- 世界ヘビー級王座戦 -World Heavyweight Championship-（SmackDown!）

○エッジ(c) vs バティスタ●
- 3本勝負形式WWE・US王座戦 -Two Out Of Three Falls Match for the WWE United States Championship-（SmackDown!）

クリス・ベノワ(c) vs M.V.P
1本目 ●クリス・ベノワ(c) vs M.V.P○
2本目 ●クリス・ベノワ(c) vs M.V.P○
- WWE王座戦 -WWE Championship-（RAW）

○ジョン・シナ(c) vs グレート・カリ●

### 第10回大会（2008年）WWE Judgment Day 2008
- 開催日 : 5月18日
- 開催場所 : アメリカネブラスカ州オマハのセンチュリーリンク・センター・オマハ
- 観客動員数 :8,000人
- 公式大会曲 :Zididada-Take It All

ダーク・マッチ/世界タッグチーム王座戦 -Dark Match/WWE World Tag-Team Championship-
○ハードコア・ホーリー&コーディ・ローデス(c) vs サンティーノ・マレラ&カリート●
- ○ジョン・シナ vs JBL●

- WWEタッグ王座戦 -WWE Tag Team Championship-

○ジョン・モリソン&ザ・ミズ(c) vs ケイン&CMパンク●
- ○ショーン・マイケルズ vs クリス・ジェリコ●

- トリプルスレット形式女子王座戦 -Triple Threat Match for the WWE Women's Championship-

○ミッキー・ジェームス(c) vs ベス・フェニックス vs メリーナ●
- 世界ヘビー級王座戦 -World Heavyweight Championship-

○ジ・アンダーテイカー(c) vs エッジ●(カウントアウト)
GMのヴィッキー・ゲレロの判断により王座は空位のまま。
- ○ジェフ・ハーディー vs MVP●

- スティール・ケージ・マッチ形式WWE王座戦 -Steel Cage Match for the WWE Championship-

○トリプルH(c) vs ランディ・オートン●

### 第11回大会（2009年）WWE Judgment Day 2009
- 開催日 : 5月17日
- 開催場所 : イリノイ州ローズモントのオールステート・アリーナ
- 観客動員数 : 14,822人
- 公式大会曲 : Buckcherry - Rescue me

- ダーク・マッチ -Dark Match-

○ミッキー・ジェームス vs ベス・フェニックス（w / ローザ・メンデス）●
- ○ウマガ vs CMパンク●

- ECW王座戦 -ECW Championship-

○クリスチャン(c) vs ジャック・スワガー●
- ○ジョン・モリソン vs シェルトン・ベンジャミン（w / チャーリー・ハース）●

- WWEインターコンチネンタル王座戦 -WWE Intercontinental Championship-

○レイ・ミステリオ(c) vs クリス・ジェリコ●
- WWE王座戦 -WWE Championship-

●ランディ・オートン(c) vs バティスタ○
ランディ・オートンの反則負けのため王座移動は無し
- ○ジョン・シナ vs ビッグ・ショー●

- 世界ヘビー級王座戦 -World Heavyweight Championship-

○エッジ(c) vs ジェフ・ハーディー●